# 南洞邦夫

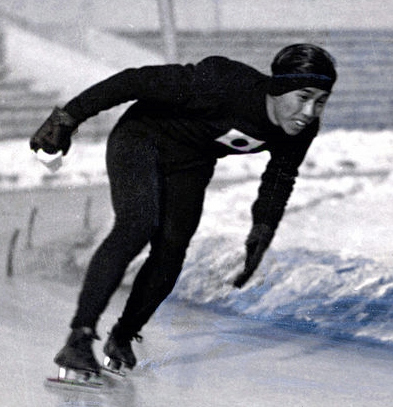
南洞邦夫, c. 1936

南洞 邦夫（なんどう くにお、1916年12月4日 - 2011年8月12日）は、日本のスピードスケート選手。

## 略歴
中華民国東北部（満州）の奉天出身。早稲田大学商学部卒業。
早稲田高等学院1年在学時の1936年ガルミッシュ・パルテンキルヘンオリンピックで500m22位、5000m31位となった。
1956年コルチナ・ダンペッツオおよび1960年スコーバレーオリンピックの日本選手団スケートチーム監督、1994年リレハンメルオリンピックの日本選手団団長、日本スケート連盟理事長、日本カーリング協会会長などを歴任した。
2000年にオリンピック・オーダー受章。
2011年8月12日、肺炎のため東京都品川区の病院で死去。94歳没。